# Matija Poljaković
Matija Poljaković (Subotica, 23. studenog 1909. – Zagreb, 15. ožujka 1973.), hrvatski književnik, dramatik i romansijer iz Bačke, Vojvodine. Po struci pravnik. Najeminentniji je predstavnik hrvatske književnosti u Vojvodini.
Rodio se u trgovačkoj obitelji. Osnovnu i srednju školu je pohađao u rodnom gradu, a studirao je u Zagrebu i Subotici.
Radio je u Subotici, Šidu i Derventi. Od prvih dana se priključio antifašističkom pokretu. Nakon rata je unatoč visokoj dužnosti koju je obnašao u samom početku, vrlo brzo maknut zbog drukčijih stavova od službene politike. Među ostalim, valja navesti i da je ustrajno zagovarao i formirao hrvatskih odjeljenja u subotičkim školama nakon rata.

## Književni rad
Napisao je preko četrdeset drama, radio-drama, TV-drama, satira, groteski, komedija i igrokaza. U književnom radu se bavi bunjevačkim tradicijama.
Autor je i jednog TV-serijala, "Boltine zgode i nezgode".
Sva djela su mu uprizorena u subotičkom Narodnom kazalištu, ali i drugdje.
Neko je vrijeme vodio subotičko Narodno sveučilište.
Kad je poslije drugog svjetskog rata nastalo povoljno kulturno okružje za Hrvate, stvorili su se uvjeti za dodatnu nacionalnu emancipaciju Hrvata u Vojvodini. Tih je godina djelovalo Bunjevačko momačko kolo, Hrvatsko kulturno društvo i ina društva hrvatskog predznaka. Utemeljeno je Hrvatsko narodno kazalište. Hrvati su imali svoj tiskani medij, list Hrvatska riječ. Grad je imao dobre kulturne veze sa Zagrebom pa su u Subotici često gostovali ansambli i umjetnici iz Hrvatske. Stoga su Marko Horvacki, Matija Poljaković, Balint Vujkov, Ivan Vuković i drugi vodili 1951. i 1952. akciju da se uvede hrvatski jezik kao nastavni jezik u subotičku gimnaziju i u osmogodišnjim školama u kojima su Hrvati bili većina učenika - 4 škole u Subotici, škole u Đurđinu, Tavankutu i Žedniku.
Jednim je od osnivača ogranka Matice hrvatske u Subotici '60-ih, pored Josipa Buljovčića, Balinta Vujkova i inih.
Zaslužan je za poticanje Vojislava Sekelja na pjesnički rad, posebice na pisanju na mjesnom hrvatskom narječju, i općenito na "skretanje pozornosti" na pisanje na hrvatskom jeziku.
Vojislav Sekelj ga je smatrao vrhunskim i razboritim intelektualcem od koga se mnogo naučilo. S druge strane, smatrao ga je moguće neumjerenim za ono vrijeme (hrvatsko proljeće) po pitanju njegovih htijenja promicanja kulture hrvatske zajednice u Vojvodini, jer nažalost, okrutna zbilja dnevno-političke prilike nije dopuštala ni minimum, a kamoli razmah takvih romantičarskih ideja.
Zbog svojeg otvorenog isticanja hrvatstva, trpio je od progona od strane državnih vlasti
O Poljakoviću je redatelj Rajko Ljubič snimio 2003. kratki dokumentarni film "Književnik Matija Poljaković".
Djela su mu prevedena i na mađarski.

## Djela
(popis nepotpun)
- Č’a Bono, komedija
- Jedna cura, sto nevolja, komedija, 1972. (u knjizi "Par žutih cipela i druge komedije", 1972.)
- Kao suncokreti, drama u tri čina, 1952.
- Kuća mira
- Ludograd, komedija, 1972. (u knjizi "Par žutih cipela i druge komedije", 1972.)
- Niko i ništa
- Ode Bolto na pogled, komedija, 1972. (u knjizi "Par žutih cipela i druge komedije", 1972.)
- Par žutih cipela, komedija u tri čina, 1961.
- Vašange
- Izabrane drame I.
- Izabrane drame II., 2010. (7 komedija i satira: Zakuženi, Đavo u kući, Par žutih cipela, Ta naša djeca, Ludograd, Heroj ili ubojica i Tata, ti si bez perspektive)

Neka djela su mu izvedena i na kazališnoj pozornici, poput "Da je znat k'o zjat" te "Ludograd", koja je 1962. uprizorena na pozornici subotičkog Narodnog kazališta, u režiji Mirka Huske. Sveukupno je na pozornici subotičkog Narodnog kazališta praizvedeno 15 njegovih djela, uglavnom pučkih igrokaza, iako su mu djela koja su okrenuta urbanom na većoj kvalitativnoj razini od njegovih pučkih igrokaza.
Tijekom listopada 2007., Radio-Subotica je snimila radio-drame po djelu "Č'a Bonina razgala", i to s glumcima-amaterima (iz razloga što profesionalnih glumaca Hrvata u Subotici u to vrijeme jednostavno nije bilo). Pripremu i snimanje je vodio redatelj Rajko Ljubič. Snimanje ove radio-drame je dio predviđenog niza radio drama Radia-Subotice, programa na hrvatskom jeziku. Vrijednost i kulturni značaj ovog projekta je i u tome što će biti snimljen na starom dijalektu bačkih Hrvata, na bačkoj hrvatskoj ikavici. Projekt je pokrenula urednica programa na hrv. jeziku Radio-Subotice, Ljiljana Dulić. 

## Vanjske poveznice
- "Hrvatska riječ"  Arhivirana inačica izvorne stranice od 7. ožujka 2008. (Wayback Machine) Razgovor s Vojislavom Sekeljem
- Hrvatska riječ  Arhivirana inačica izvorne stranice od 2. kolovoza 2012. (Wayback Machine) Roman u književnosti vojvođanskih Hrvata, 13. veljače 2009.